# 五马街道 (长治市)
五马街道，是中华人民共和国山西省长治市潞州区下辖的一个乡镇级行政单位。

## 行政区划
截至2021年末，五马街道下辖2个社区及10个行政村
东山社区、香阅四季社区、南石槽村、北山头村、中山头村、南山头村、小山头村、北董村、秦家庄村、喜峰村、马坊头村和焦家庄村。